# ヘリオス航空

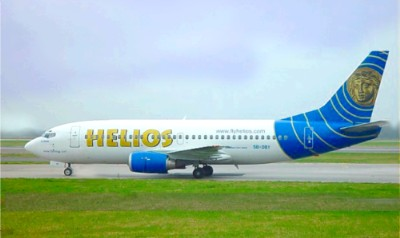
ヘリオス航空ボーイング737-300（522便事故機）

ヘリオス航空（Helios Airways）は1998年から2006年まで地中海にあるキプロスと欧州各地を結ぶ低価格航空路をチャーター機で運航していた航空会社。

## 概要
ヘリオス航空は1998年9月23日、キプロスの最初の独立系民間航空会社として創業された。2000年5月15日にイギリスのロンドン・ガトウィック空港にその最初のチャーター便を運航した。その後リースしたボーイング737を使用し、欧州各地にチャーター便を運航した。
しかし、2005年8月にギリシャで墜落事故を起こし搭乗者全員が犠牲になった（ヘリオス航空522便墜落事故）ため経営が悪化した。そのため、ヘリオス航空は2006年3月14日にアルファ・ジェットに営業を譲渡し事業から撤退すると発表した。しかしアルファ・ジェットも2006年10月30日に90日間の営業停止を発表。それに対しキプロス政府は追徴課税を、リース会社もすぐにリース債務を支払うように要求したため、2006年10月31日にキプロス政府によって預金口座が凍結され、翌日には事業停止に追い込まれた。なお、同航空会社のチャーター便運航権はイギリス・エクセル航空に買収された。

## 運用機材
2006年10月当時
- ボーイング737-300 3機